# Charles Scott
Charles Scott, född 1739 i Goochland County (i nuvarande Powhatan County), Virginia, död 22 oktober 1813 i Clark County, Kentucky, var en amerikansk militär och politiker (demokrat-republikan). Han var Kentuckys guvernör 1808–1812.
Scott deltog under sin långa militära karriär i flera slag i amerikanska revolutionskriget under tiden som han tjänstgjorde som officer i kontinentala armén. Han befordrades till brigadgeneral. Scott var bland annat med om slaget vid Trenton, slaget vid Germantown och slaget vid Monmouth. Den politiska karriären inledde han efter kriget som ledamot av Virginias lagstiftande församling 1789–1790.
Scott efterträdde 1808 Christopher Greenup som Kentuckys guvernör och efterträddes 1812 av Isaac Shelby. Scott avled 1813 och gravsattes på en familjekyrkogård. Gravplatsen har senare flyttats till Frankfort Cemetery i Frankfort. Scott County i Kentucky har fått sitt namn efter Charles Scott. Powhatan i Virginia hette tidigare Scottville efter Charles Scott.